# Аревадашт
Аревадашт (арм. Արևադաշտ) — село в Армавирской области Армении.

## География
Село расположено в центральной части марза, к северу от реки Аракс, на расстоянии 16 километров к юго-западу от города Армавир, административного центра области. Абсолютная высота — 900 метров над уровнем моря.
Климат
Климат характеризуется как семиаридный (BSk в классификации климатов Кёппена). Среднегодовая температура воздуха составляет 11,4 °C. Средняя температура самого холодного месяца (января) составляет −3,7 °С, самого жаркого месяца (июля) — 24,6 °С. Расчётная многолетняя норма атмосферных осадков — 313 мм. Наибольшее количество осадков выпадает в мае (53 мм).

## Население
| Год переписи | Население          | Население          | Население          | Население            | Население            | Население            |
| Год переписи | Наличное население | Наличное население | Наличное население | Постоянное население | Постоянное население | Постоянное население |
| Год переписи | Всего              | Мужчины            | Женщины            | Всего                | Мужчины              | Женщины              |
| ------------ | ------------------ | ------------------ | ------------------ | -------------------- | -------------------- | -------------------- |
| 2001         | 326                | 165                | 161                | 375                  | 191                  | 184                  |
| 2011         | 297                | 149                | 148                | 283                  | 140                  | 143                  |